# Nahum Stelmach
Nahum Stelmach (Petah Tiqwa, 19 luglio 1936 – 27 marzo 1999) è stato un calciatore israeliano, di ruolo attaccante.

## Palmarès

### Giocatore

#### Club
- Campionato israeliano: 6

Hapoel Petah Tiqwa: 1954-1955, 1958-1959, 1959-1960, 1960-1961, 1961-1962, 1962-1963
- Coppa di Stato: 1

Hapoel Petah Tiqwa: 1956-1957

#### Nazionale
- Coppa d'Asia: 1

Israele 1964

#### Individuale
- Capocannoniere della Coppa d'Asia: 1

Hong Kong 1956 (4 reti)